# Мики Маус
Мики Маус (енгл. Mickey Mouse) је један од најпопуларнијих цртаних ликова на планети. Први пут се појавио 18. новембра 1928. године у цртаном филму Пароброд Вили, у продукцији Волта Дизнија и Аба Ајверкса. Од 1930. се појављује и као јунак стрипова. Глас му је све до 1947. позајмљивао Волт Дизни. Првобитно је постојала замисао да се лик назове Мортимер Маус, али је супруга Волта Дизнија мислила да је Мортимер превише женско име, тако да је следећи предлог био Мики.
У првобитним српским издањима појављивао се као Мика Миш. Иако је ликом подсећао на Дизнијевог јунака, његов карактер био је аутентичан, као и сценарио самог стрипа. Стрип са оригиналним Микијем Маусом и осталим Дизнијевим ликовима почела је да објављује Политика 1935. године, три године након што је Мика Миш већ постао миљеник публике.
Мики се углавном појављује заједно са својом девојком Мини Мaус, његовим кућним љубимцем псом Плутоном, пријатељима Пајом Патком и Шиљом и његовим непријатељем Дабом, између осталих. Иако првобитно окарактерисан као дрски симпатични лупеж, Мики је временом преображен у симпатичног момка, обично виђеног као поштеног и одважног јунака. Године 2009, Дизни је поново почео да ребрендира лик стављајући мање нагласка на његову пријатељску, добронамерну личност и поново уводећи у авантуристичније и тврдоглавије стране његове личности, почевши од видео игре Епик Мики.

Милош Бешић, југословенски социолог, сматра да је Мики Маус типичан пример републиканског погледа на свет кроз капиталистички визир.
„Мики Маус као главни јунак увек је на страни добра, бори се против зла, има верне пријатеље, поштује традицију и породицу. Уз своју домишљатост и способност, као и захваљујући вредности својих пријатеља, али и уз мало среће (зато што 'срећа прати храбре'), он увек излази као победник из свих животних ситуација и битака. Микија Мауса можемо разумети као предузетника у индивидуализованом друштву, или као капиталистичког хероја који представља републикански идеал америчке културе. (Волт) Дизни је био декларисани републиканац, и овим се може у одређеној мери објаснити начин на који је карактерисао своје главне јунаке.”

## Историја

### Филм

#### Порекло
Мики Маус је настао као замена за Освалда срећног зеца, ранијег цртаног лика који је креирао Дизни студио, али је у власништву Јуниверсал пикчерс. Чарлс Минц је био посредник између Дизнија и Универзала преко своје компаније Винклер пикчерс за серију цртаних филмова са Освалдом у главној улози. Непрекидни сукоби између Дизнија и Минца, и откриће да ће неколико аниматора из Дизнијевог студија на крају отићи да раде за Минцову компанију на ултиматно су резултирали тиме да је Дизни прекинуо везе са Освалдом. Међу неколицином људи који су остали у Дизнијевом студију били су аниматор Аб Ајверкс, уметник приправник Лес Кларк и Вилфред Џексон. Док се возио возом кући из Њујорка, Волт је размишљао о идејама за нови лик из цртаног филма.
Мики Маус је зачет у тајности док је Дизни производио последње Освалдове цртане филмове које је по уговору дуговао Минцу. Дизни је замолио Аб Ајверкса да почне да прави нове идеје за ликове. Ајверкс је пробао скице разних животиња, као што су пси и мачке, али ниједна од њих није се допала Дизнију. Крава и ждребац су такође одбијени. (Касније ће се појавити као Белка и Хорације.) Жабац је такође одбијен, а касније се појавио у Ајверксовој сопственој серији Flip the Frog. Волт Дизни је добио инспирацију за Микија Мауса од питомог миша за његовим столом у Лаф-О-Грам студију у Канзас Ситију, Мисури. Године 1925, Хју Харман је нацртао неке скице мишева на бази фотографије Волта Дизнија. Ово је инспирисало Аб Ајверкса да креира нови лик миша за Дизни. „Мортимер Маус“ је било Дизнијево оригинално име за лик пре него што га је његова жена Лилијан убедила да га промени, и на крају је настао Мики Маус. Глумац Мики Руни је тврдио да је током својих Мики Макгвајер дана, он упознао цртача Волта Дизнија у студију Ворнер броса и да је Дизни био инспирисан да назове Микија Мауса по њему. Ову тврдњу је, међутим, демантовао Дизнијев историчар Џим Коркис, пошто је у време развоја Микија Мауса, Дизнијев студио био лоциран на авенији Хајпирион током неколико година, и Волт Дизни никада није имао канцеларију или други радни простор у Ворнер бросу, јер није имао професионалне односе са тим студиом.. Током година, име Мортимер Маус је на крају добило неколико различитих ликова у универзуму Микија Мауса: ујак Мини Маус, који се појављује у неколико прича у стрипу, један од Микијевих антагониста који се такмичи за Минину наклоност у разним цртаним филмовима и стриповима, и један од Микијевих нећака, по имену Морти.

#### Деби (1928)
Мики је први пут виђен на пробној пројекцији кратког цртаног филма Plane Crazy, 15. маја 1928, али није успео да импресионира публику и Волт није могао да нађе дистрибутера за кратки филм. Волт је продуцирао други кратки филм о Микију, The Gallopin' Gaucho, који такође није објављен због недостатка дистрибутера.
Публика је у време изласка Пароброда Вилија наводно била импресионирана употребом звука у комичне сврхе. Звучни филмови су и даље сматрани иновативним у то време. Први дугометражни филм са секвенцама дијалога, The Jazz Singer са Алом Џолсоном у главној улози, објављен је 6. октобра 1927. У року од годину дана од његовог успеха, већина биоскопа у Сједињеним Државама је инсталирала опрему за звучне филмове. Волт Дизни је очигледно намеравао да искористи овај нови тренд, и очигледно је успео. Већина других студија за цртане филмове је још увек производила неме производе и тако нису могли да делују као конкуренција Дизнију. Као резултат тога, Мики ће ускоро постати најистакнутији анимирани лик тог времена. Волт Дизни је убрзо радио на додавању звука у Plane Crazy и The Gallopin' Gaucho (који су првобитно били нема издања), а њихово ново издање је допринело Микијевом успеху и популарности. Четврти Микијев кратки филм, The Barn Dance, такође је стављен у продукцију; међутим, Мики заправо не говори све до The Karnival Kid 1929. године. Након што је Steamboat Willie пуштен, Мики је постао блиска конкуренција мачку Феликсу, а његова популарност ће расти како је стално био приказан у звучним цртаним филмовима. До 1929. Феликс је изгубио популарност међу позоришном публиком, и као резултат тога Пет Саливан је одлучио да произведе све будуће Феликсове цртане филмове са звуком. Нажалост, публика није добро реаговала на Феликсов прелазак на звук и до 1930. Феликс је нестао са екрана.

## Изглед
Од првог филма, Микијев изглед се постепено мењао. 1929. године, Мики је добио беле рукавице, 1938. редизајниран је изглед тела а 1940. уши као Микијев заштитни знак реанимиране су из реалистичније перспективе. Овај јунак свакако ће бити запамћен као црни миш у белим рукавицама, са рукама које имају четири прста, ципелама и шорцу са истакнута по два дугмета на предњем и задњем делу.

## Популарност
Иако у раним филмовима није представљен као типичан херој овај саосећајни и савесни удварач и пратилац чувене Мини Маус која се појавила 1929. године, Мики је доживео велику популарност. Након Мини, 1930. године, Микију се придружио и његов кућни љубимац Плутон, жуто-наранџасти мешанац, који је кроз филмове увесељавао и задавао слатке бриге савесном Микију. Снимљено је преко 130 краткометражних и дугометражних цртаних филмова. Мики Маус је први цртани јунак који је на свој педесети рођендан добио своју звезду у Холивуду. 1934. године ушао је у Британика енциклопедију, а сам Волт Дизни је 1932. године добио награду америчке Академије за креирање овог цртаћа. Десет филмова о Микију номиновано је за најбоље анимиране филмове, а 1941. године, Land a Paw је награду и освојио.

## Стрипови
Данас постоји часопис Мики Маус, где има пуно стрипова и чланака. Понекада се стрип стави на Мали Забавник, Политикин часопис за децу.